# فؤاد الدوركي
 فؤاد كاظم ناصر الدوركي وهو سياسي عراقي وعضو في حزب الدعوة الإسلامية ـ ائتلاف دولة القانون.
شغل منصب عضو في الجمعية الوطنية الانتقالية المؤقتة عامي 2004 و2005، وكان عضوا في لجنة شؤون العشائر في الجمعية.
وشغل منصب عضو في مجلس النواب في مجلس النواب العراقي في دورته الثانية، وكان عضوا في عضو لجنة الزراعة والمياه.